# Unionhilfswerk
Das Unionhilfswerk ist ein Träger der freien Wohlfahrtspflege mit Sitz in Berlin. Der Träger leistet aus christlicher und sozialer Verantwortung Hilfe zur Selbsthilfe. Beispiele sind der Betrieb von Notunterkünften der Kältehilfe oder Freiwilligenagenturen.

## Geschichte
Das Unionhilfswerk wurde 1947 von christlich und sozial engagierten Frauen und Männern um die Christdemokraten Jakob Kaiser und Ernst Lemmer angesichts von Not und Elend der Nachkriegszeit in Berlin gegründet.
2004 wurde die Unionhilfswerk-Förderstiftung gegründet, die sich in ihrem Wirken auf die palliative Geriatrie und Hospizarbeit sowie die Mobilität von Menschen mit Behinderung konzentriert.
2014 wurde die Stiftung Unionhilfswerk Berlin gegründet, die das Dach der sechs gemeinnützigen Gesellschaften bildet.
Das Unionhilfswerk hatte 1997 bis 2021 seine Zentrale im Ernst-Lemmer-Haus in der Richard-Sorge-Straße im Berliner Bezirk Friedrichshain, seit 2022 befindet die Zentrale sich im neuen „Dienstleistungs.Campus“ in der Schwiebusser Straße in Berlin Kreuzberg.  Das Unionhilfswerk ist Mitglied im Paritätischen Wohlfahrtsverband, Landesverband Berlin e. V.

## Struktur
Der Unternehmensverbund umfasst mehr als 130 Einrichtungen, Dienste und Projekte. Die über 3.000 Mitarbeiter unterstützen Menschen mit Behinderungen, mit psychischen Erkrankungen und seelischen Beeinträchtigungen, arbeiten in der ambulanten und stationären Pflege, in der Flüchtlingshilfe und der Obdachlosenhilfe, in Kindertagesstätten, in der Beratung und im Mentoring. Zum Träger gehören folgende Gesellschaften: Unionhilfswerk Ambulante Dienste gGmbH, Unionhilfswerk Senioren-Einrichtungen gGmbH, Unionhilfswerk Soziale Dienste gGmbH, Union Sozialer Einrichtungen gGmbH und Unionhilfswerk Sozialeinrichtungen Brandenburg gGmbH.
Neben den hauptamtlich Tätigen sind ca. 1.100 ehrenamtlich und freiwillig engagierte aktiv. In 17 Bezirksverbänden und drei Interessengemeinschaften des Unionhilfswerk Landesverband Berlin e. V. gestalten Ehrenamtliche ein Veranstaltungs- und Informationsangebot vorwiegend für ältere Menschen.
Der Stiftung Unionhilfswerk Berlin obliegt die Aufsicht über alle Gesellschaften, die Steuerung des Unternehmensverbundes sowie die Förderung des Vereinszweckes. Die Verantwortung tragen Stiftungsvorstand und Stiftungsrat. Hierbei führt der Stiftungsvorstand die Geschäfte und übernimmt damit die Verantwortung für die strategische Steuerung und operative Kontrolle des Unternehmensverbundes. Der ehrenamtliche Stiftungsrat fungiert als Aufsichtsgremium über den gesamten Unternehmensverbund.

## Preis der Unionhilfswerk-Förderstiftung
Die Unionhilfswerk-Förderstiftung vergibt seit 2006 einen Journalistenpreis für Beiträge, die sich in besonderer Art und Weise mit den Themen Sterben, Tod und Trauer auseinandersetzen. Im Jahr 2012 wurde der Preis in Richard-von-Weizsäcker-Journalistenpreis zu Ehren des 2015 verstorbenen Politikers umbenannt.
Der Preis der Unionhilfswerk-Förderstiftung mit Sitz in Berlin wird alle zwei Jahre durch eine unabhängige Jury unter dem Vorsitz des früheren EKD-Ratsvorsitzenden Wolfgang Huber verliehen. Er ist mit insgesamt 10.000 Euro dotiert.